# Fanfan la Tulipe (film, 1952)
Pour les articles homonymes, voir Fanfan la Tulipe.
Pour plus de détails, voir Fiche technique et Distribution.
Fanfan la Tulipe est un film franco-italien réalisé par Christian-Jaque, sorti en 1952.
Ce film de cape et d'épée qui met Gérard Philipe en vedette dans le rôle-titre, est un grand succès populaire des années 1950.

## Synopsis
L'action se passe pendant la guerre de Sept Ans (1756-1763). Pour échapper au mariage avec une fille de paysans auquel on veut le contraindre, Fanfan (Gérard Philipe) s'engage dans l'armée française après qu'Adeline (Gina Lollobrigida), une prétendue diseuse de bonne aventure, lui a prédit une brillante carrière, et même son mariage avec la fille du roi Louis XV.
Mais une fois que Fanfan a signé son engagement, il se rend compte qu'Adeline est la fille du sergent-recruteur La Franchise et qu'elle a déjà pris au piège d'autres hommes avec de fausses prédictions. Fanfan se jure tout de même qu'il accomplira la prédiction. Il sauve la vie de Madame de Pompadour (Geneviève Page), la maîtresse du roi, et de Madame Henriette, la fille du roi (Sylvie Pelayo), attaquées par des voleurs de grand chemin après un accident. En remerciement, il reçoit de Madame de Pompadour une broche en forme de tulipe et en tire le surnom de « Fanfan la Tulipe ».
Quand, un peu plus tard, il veut rendre visite à Henriette et pénétrer dans son château, il est arrêté et condamné à mort. Adeline arrive à le sauver en demandant elle-même sa grâce à Louis XV (Marcel Herrand), qui voudrait ses faveurs en contrepartie. Elle refuse ses avances, le gifle et se cache ensuite dans un couvent. Lebel (Jean-Marc Tennberg), le valet du roi, découvre sa retraite et part l'y chercher. Fanfan et son ami Tranche-Montagne se lancent à sa poursuite. Ce faisant, ils tombent par hasard au beau milieu du quartier général ennemi et arrivent à capturer les généraux adverses. C'est la victoire. En remerciement, Fanfan est fait capitaine et reçoit le droit d'épouser Adeline, que le roi lui présente alors comme sa « fille adoptive ». Tranche-montagne est promu maréchal des logis et La Franchise est nommé beau-père avec l’octroi d’une triple solde.

## Fiche technique
Sauf indication contraire, les informations mentionnées dans cette section peuvent être confirmées par la base de données cinématographiques IMDb,  présente dans la section « Liens externes ».
- Titre original : Fanfan la Tulipe
- Réalisation : Christian-Jaque
- Scénario : René Wheeler et René Fallet, adapté par Christian-Jaque, René Wheeler et Henri Jeanson, avec les dialogues de Henri Jeanson
- Musique : Maurice Thiriet et Georges van Parys
- Décors : Robert Gys
- Costumes : Marcel Escoffier
- Maître d'armes : André Gardère
- Photographie : Christian Matras
- Son : Guy Villette, Lucien Lacharmoise, Jacques Carrère
- Montage : Jacques Desagneaux
- Photographe de plateau : Yves Mirkine
- Production : Alexandre Mnouchkine.
  - Production déléguée : Georges Dancigers, Pierre Meyrat et Francis Cosne
- Sociétés de production[1] :
  - France : Les Films Ariane et Filmsonor
  - Italie : G. Amato Produzione Films et Rizzoli Editore
- Sociétés de distribution :
  - France : C. F. R., Cosortium du Film, Filmsonor, Les Acacias (réédition)
  - Italie : Cineriz
- Budget : n/a
- Pays de production :  France,  Italie
- Langue originale : français
- Format[2] : Noir et blanc - 35 mm - 1,37:1 (Format académique) - son Mono
- Genre : aventures, comédie, cape et épée
- Durée : 102 minutes (France) ; 95 minutes (Italie)
- Dates de sortie[3] :
  - France : 20 mars 1952 (sortie nationale) ; 21 mai 2003 (réédition)
  - Italie : 9 août 1952
- Classification[4] :
  - France : tous publics (conseillé à partir de 8 ans)[5],[6]
  - Italie : tous publics (T - film per tutti)[7]
  - Belgique : tous publics (Alle Leeftijden)[8]

## Distribution
- Gérard Philipe : Fanfan la Tulipe
- Gina Lollobrigida (VF : Claire Guibert) : Adeline La Franchise
- Noël Roquevert : Fier-à-Bras, maréchal des logis
- Olivier Hussenot : Tranche-Montagne
- Marcel Herrand : Louis XV, roi de France
- Nerio Bernardi (VF : Alexandre Rignault) : le sergent La Franchise
- Jean-Marc Tennberg : Lebel, le valet du roi
- Jean Parédès : le capitaine de la Houlette
- Geneviève Page : la marquise de Pompadour
- Georgette Anys : Mme Tranche-Montagne
- Sylvie Pelayo : Henriette de France (1727-1752)
- Irène Young : Marion Guillot
- Henri Rollan : le maréchal d'Estrées
- Lucien Callamand : le maréchal de Brandebourg
- Hennery : Guillot, le père bafoué
- Lolita De Silva : la dame d'honneur de la marquise de Pompadour
- Jean Debucourt : la voix de l'historien
- Joe Davray : un soldat/doublure des cascades de Gérard Philipe
- Gérard Buhr : un bandit de grands chemins
- Jacky Blanchot : un soldat
- Gil Delamare : un soldat
- Georges Demas : un soldat
- Guy-Henry : un soldat
- Harry-Max : un soldat
- Paul Violette : un soldat
- Françoise Spira

## Production
Les extérieurs ont été réalisés pour la plus grande partie à Grasse, notamment au quartier de la Paoute (domaine de Saint-Donat), au château de Castellaras (près de Mouans-Sarthoux) ainsi qu'au château de Maintenon et à Sospel,.
Des accidents de tournage ont interrompu les prises de vues durant une quinzaine de jours : Gérard Philipe s'était blessé (il aurait eu la main transpercée et se serait luxé les côtes), ainsi que Olivier Hussenot (épaule démise) et Nerio Bernardi (poignet cassé). Gina Lollobrigida avait également été victime d'un accident durant la scène de l'enlèvement d'Adeline,.
Des prises de vues documentant le tournage ont été réalisées : champ de bataille, poursuites, cascades, combats, scènes d'ambiance du tournage. On peut voir ce montage silencieux de 27 minutes sur le site de l'Institut national de l'audiovisuel.

## Réception
Fanfan la Tulipe a attiré, lors de sa sortie en salles, 6,73 millions de spectateurs alors que le remake de Gérard Krawczyk n'en a attiré qu'à peine un peu plus de 1,2 million. Dès sa sortie, le film est un triomphe parisien, comme le montrent les chiffres d'exploitations des exclusivités parisiennes et la critique. Il s'agit du premier film français à avoir été doublé en chinois. Ce film a été un tournant dans la carrière de Gérard Philipe et l'a fait connaître à l'étranger.

## Récompenses et distinctions
Entre 1952 et 2011, Fanfan la Tulipe a été sélectionné 10 fois dans diverses catégories et a remporté deux récompenses,.

### Récompenses
- Festival international du film de Berlin 1952 : Ours d'argent - Grand Prix du jury pour Christian-Jaque[20].
- Festival de Cannes 1952 : Prix de la mise en scène pour Christian-Jaque[20].

### Nominations
- Festival international du film de Berlin 1952[20] :
  - Ours d'or ;
  - Ours de bronze ;
  - Meilleur acteur ;
  - Meilleure actrice ;
  - Meilleur réalisateur.
- Festival de Cannes 1952[20] :
  - Grand Prix du Festival pour Christian-Jaque ;
  - Prix Spécial du Jury pour Christian-Jaque ;
- Festival du film de Belfort - Entrevues 2011 : Séances scolaires pour Christian-Jaque[20].

## Produits dérivés
- Le succès du film est tel que des produits dérivés ont été réalisés dès 1952[21].
- Bande dessinée : Le film a été adapté en bande dessinée sous le même titre par le scénariste Jean Prado et le dessinateur Étienne Le Rallic dans l'hebdomadaire français L'Intrépide d'avril 1952 à avril 1956[22].
- Roman : Fanfan la Tulipe, roman de Georges G. Toudouze, paraît chez Taillandier en 1952. Cette novélisation étoffe le scénario originel.
- Livre disque : Fanfan la tulipe, narration de Gérard Philippe, musique originale et réalisation technique de Maurice Jarre. Edité sur un disque 33 tours en 1955 par Le Petit Menestrel.

## Remake
En 1980, un projet de reprise du film prévoit Patrick Dewaere dans le rôle principal. Claude Miller est choisi pour le réaliser et Luc Béraud doit en être le coscénariste, mais le film n'est finalement pas produit.
En 2003, Gérard Krawczyk a réalisé un remake, Fanfan la Tulipe, avec Vincent Perez et Penélope Cruz dans les deux rôles principaux.

## Editions vidéos
Le film est sorti en DVD en 2000 chez René Château Vidéo, offrant sur une face la version originale et sur l'autre la version colorisée numériquement. La colorisation a été supervisée par Sophie Juin, des Films Ariane. 
Le film est restauré numériquement en 4K en 2021 et réédité dans une édition DVD-Blu-ray, sortie chez l'éditeur Coin de Mire la même année  ; elle comporte également la version colorisée (non restaurée) sur le Blu-ray.

## Anachronismes
- La princesse Henriette de France est morte en 1752, soit quatre ans avant le début de la guerre de Sept Ans ; sa présence dans le film est donc un anachronisme.
- Les armes utilisées sont anachroniques : les armes à feu à percussion et chargement par la gueule sont post-Napoléon, les sabres-briquets seront utilisés dans certains duels d’époque révolutionnaire.